# Monte Abraão
Monte Abraão ist ein Ort und eine ehemalige Gemeinde (Freguesia) im portugiesischen Kreis Sintra. Die Gemeinde hatte 20.673 Einwohner (Stand 30. Juni 2011).
Am 29. September 2013 wurden die Gemeinden Monte Abraão und Massamá zur neuen Gemeinde União das Freguesias de Massamá e Monte Abraão zusammengeschlossen.